# مستحرانية مكورة
المستحرانية المكورة (الاسم العلمي: Thermococci) هي طائفة العتائق تتبع شعبة العتائق العريضة.

## رتب
- مستحريات مكورة